# Kanał Henrykowski
Kanał Henrykowski – kanał w Warszawie, w dzielnicy Białołęka, prowadzący wody z rejonu Tarchomińskie Zakłady Farmaceutyczne PolfaTarchomińskich Zakładów Farmaceutycznych „Polfa” przez osiedla: Wiśniewo, Henryków, Dąbrówkę Szlachecką i Buchnik do Wisły. Częściowo wyschnięty.